# Charlie Creed-Miles
Charlie Creed-Miles, né le 24 mars 1972, est un acteur et réalisateur anglais.

## Biographie
Il a une fille, Esme Creed-Miles, avec l'actrice Samantha Morton.
Il a fait de nombreuses apparitions dans des séries télévisées telles que Inspecteur Frost, Les Arnaqueurs VIP et des épisodes de Press Gang.

## Filmographie

### Acteur

#### Cinéma
- 1991 : L'Âge de vivre : Second garçon à l'école
- 1991 : London Kills Me : enfant dans l'ascenseur
- 1993 : Tendre galère : David
- 1995 : Bad English I: Tales of a Son of a Brit
- 1995 : Le Manuel d'un jeune empoisonneur (The Young Poisoner's Handbook) de Benjamin Ross : Berridge
- 1997 : Le cinquième élément : David (en tant que Charlie Creed Miles)
- 1997 : Ne pas avaler : Billy
- 1998 : Woundings : Stanley Jardine
- 1999 : The Last Yellow : Kenny
- 2000 : Essex Boys : Billy Reynolds
- 2000 : The Sins : Alan Long
- 2002 : White Teeth : Ryan Topps
- 2003 : The Last King : James, Duc de York
- 2004 : Le Roi Arthur d'Antoine Fuqua : Ganis
- 2007 : Five Days : DC Stephen Beam
- 2009 : Harry Brown : D.S. Terry Hicock (en tant que Charlie Creed Miles)
- 2010 : Au-delà de Clint Eastwood : Photographe
- 2011 : De grandes espérances : Sergent
- 2011 : Injustice : DI Mark Wenborn
- 2011 : Wild Bill : Wild Bill
- 2011 : You and I : Ian (en tant que Charlie Creed Miles)
- 2012 : Falcón : José Luis Ramírez
- 2016 : 100 Streets : George
- 2017 : Romans : Paul
- 2021 : Gunfight at Dry River de Daniel Simpson : Cooper Ryles

#### Courts-métrages
- 1994 : Super Grass
- 2008 : The End
- 2011 : Colonel Gaddafi: The Lost Footage
- 2011 : Dictators in Dayjobs: The Colonel
- 2014 : The Man Who Choked

#### Télévision
Séries télévisées
- 1987 : The Gemini Factor : Lee
- 1989 : La rédac : Danny McColl
- 1989 : Screen Two : Ivor
- 1989-1994 : Casualty : Philip O'Connor / Eric Newcombe
- 1990-1995 : The Bill : Adrian Finch / Gary Staples
- 1991 : All Good Things : Jake
- 1991 : Drop the Dead Donkey : Carl
- 1992 : Screen One : Danny
- 1992-1993 : The Upper Hand : Al
- 1993 : Between the Lines : Lloyd Manning
- 1993 : La brigade du courage : Rob
- 1994 : The Chief : Chas Sewell
- 1995 : Chandler & Co : Adam Purlow
- 1995 : Faith in the Future : Jools
- 1995 : Inspecteur Frost : Alan Teal
- 1997 : Le cercle du cinéma : Lui-même
- 2003 : Hardware : Terry
- 2003 : Meurtres en sommeil : Tanner
- 2004 : Agatha Christie's Marple : Harold Crackenthorpe
- 2005 : Les arnaqueurs VIP : Howard Jennings
- 2007 : Skins : Fighting Bath Man
- 2008 : Criminal Justice : Simon Ticehurst / Ticehurst
- 2011 : Affaires non classées : Francis Mynall
- 2012 : Les enquêtes de Morse : Teddy Samuels
- 2012 : The Big Picture : Lui-même
- 2012 : True Love (en) : David
- 2013 : Peaky Blinders : Billy Kimber
- 2014-2016 : Ripper Street : Horace Buckley
- 2015 : Meurtres au paradis : Condamnation sans appel  (saison 4 épisode 8)  : Jack Harmer
- 2015 : The Frankenstein Chronicles : Pritty
- 2019 : Giri/Haji : Connor Abbot
- 2019 : World on Fire : David Walker (épisodes 1 et 2)

Téléfilms
- 1989 : Skulduggery : The Band - McBride
- 1993 : 15: The Life and Death of Philip Knight : Simon Knight
- 1995 : Loved Up : Danny
- 2001 : Bob, Jim et l'affreux Mr Riorden : Bob Gregson
- 2002 : Dead Casual
- 2002 : Lenny Blue : Toby Anderson
- 2006 : Born Equal : Man in Présentateurel
- 2009 : Freefall : Area Manager
- 2011 : Shirley : Mike Sullivan
- 2016 : Ellen : Leon
- 2016 : Once in a Lifetime : Grant
- 2017 : Against the Law : Superintendent Jones

### Réalisateur

#### Courts-métrages
- 2008 : Barnet Shuffle

### Producteur

#### Courts-métrages
- 2008 : Barnet Shuffle

### Scénariste

#### Courts-métrages
- 2008 : Barnet Shuffle